# Паоло Монтеро
Роналд Паоло Монтеро Иглесиас (на испански: Ronald Paolo Montero Iglesias) е бивш уругвайски футболист, роден на 3 септември 1971 г. в Монтевидео. Син е на Хулио Монтеро, също бивш уругвайски национал. За националния отбор, чиито капитан е бил, има 61 мача и 5 гола, с което към март 2008 г. се нарежда на осмо място по този показател.
Монтеро е известен като твърд и безкомпромисен защитник и дори държи рекорда за най-много червени картони в Серия А - през сезон 2003/2004 получава своя 15 червен картон в първенството. От друга страна, той е описван и като талантлив, техничен и интелигентен футболист, който умее да се справя с напрежението.
Кариерата си на професионалист започва в уругвайския Пенярол. След това играе четири сезона в италианския Аталанта. Марчело Липи, който му е бил треньор и в Аталанта и когото Монтеро много уважава, го взима в Ювентус през 1996 г. Монтеро прекарва в отбора почти едно десетилетие и печели всички възможни титли и купи. През 2005 г. преминава в Сан Лоренцо де Алмагро от Аржентина, но контузии му пречат да се наложи в отбора. След това се завръща в Пенярол, където в края на май 2007 г. обявява края на футболната си кариера. Опитите от страна на клуба и съотборниците му да го разубедят не водят до успех.

## Успехи
(Всички титли са с Ювентус)
- 1х Носител на Междуконтиненталната купа: 1996
- 1х Носител на Суперкупата на Европа: 1996
- 1х Финалист за Шампионската лига: 2003
- 4х Шампион на Италия: 1997, 1998, 2002 и 2003 (петата титла през 2005 г. е отнета след скандала Калчополи)
- 1х Финалист за Купата на Италия: 2002
- 3х Носител на Суперкупата на Италия: 1997, 2002 и 2003
- 1х Финалист за Суперкупата на Италия: 1998